# Fermín Cacho
Fermín Cacho Ruiz (* 16. Februar 1969 in Ágreda, Provinz Soria) ist ein ehemaliger spanischer Mittelstreckenläufer und Olympiasieger im 1500-Meter-Lauf.

## Biografie
Seinen ersten Erfolg konnte Cacho 1990 feiern, als er bei den Halleneuropameisterschaften in Glasgow Zweiter wurde. In 3:44,61 min lag er knapp hinter Jens-Peter Herold, der in diesem Rennen letzter DDR-Halleneuropameister wurde. Bei den Europameisterschaften in Split wurde Cacho Elfter in 3:42,21 min. Im Jahr darauf gewann er bei den Hallenweltmeisterschaften in Sevilla in 3:42,68 min Silber hinter dem Algerier Noureddine Morceli. Bei den Weltmeisterschaften in Tokio wurde er in 3:35,62 min Fünfter.
Vor den Olympischen Spielen 1992 in Barcelona zählte Cacho nicht zu den Sieganwärtern. Doch das Rennen über 1500 Meter wurde äußerst langsam gelaufen. Cacho konnte sich auf der Schlussrunde perfekt positionieren, übersprintete alle Gegner und gewann die Goldmedaille in einer Zeit von 3:40,12 min.
Bei den Weltmeisterschaften 1993 in Stuttgart wurde Cacho in 3:35,56 min Zweiter hinter Morceli. Im darauffolgenden Jahr holte er den Titel bei den Europameisterschaften in Helsinki. Mit 3:35,27 min hatte er im Ziel einen deutlichen Vorsprung vor seinem Landsmann Isaac Viciosa. Nach dem sechsten Platz in 3:45,46 min bei den Hallenweltmeisterschaften 1995 in Barcelona erreichte Cacho bei den Weltmeisterschaften in Göteborg in 3:37,02 min einen für ihn enttäuschenden achten Rang.
Bei den Olympischen Spielen 1996 in Atlanta galt er erneut nicht als Favorit, obwohl er Titelverteidiger war. In der dritten Runde des 1500-Meter-Rennens stürzte Hicham El Guerrouj. Cacho war gezwungen, über den Gestrauchelten zu springen, um nicht selbst hinzufallen, und verlor er dadurch entscheidende Meter auf Noureddine Morceli. Am Ende wurde Cacho Zweiter in 3:36,40 min.
Bei den Weltmeisterschaften 1997 in Athen wurde Cacho erneut Zweiter und lag in 3:36,62 min diesmal hinter El Guerrouj. Eine Woche später beim Meeting Weltklasse Zürich lief Cacho am 13. August 1997 mit 3:28,95 min Europarekord, der bis zum 19. Juli 2013 hielt. Bei den Europameisterschaften 1998 in Budapest gewann er in 3:42,13 min Bronze hinter seinem Landsmann Reyes Estévez und dem Portugiesen Rui Silva. Bei den Weltmeisterschaften 1999 in Sevilla stand Cacho zum fünften Mal in Folge in einem Weltmeisterschaftsfinale und kam in 3:31,34 min auf den undankbaren vierten Platz. Cacho verletzte sich an der Achillessehne, musste auf die Teilnahme an den Olympischen Spielen 2000 in Sydney verzichten und beendete seine sportliche Karriere.
Von 1989 bis 1993 sowie 1995 und 1996 war er Spanischer Meister über 1500 Meter.
Fermín Cacho ist 1,75 m groß und wog in seiner aktiven Zeit 65 kg. Er wurde von Enrique Pascual trainiert. 

## Persönliche Bestzeiten
- 800 m: 1:45,37 min, 8. September 1991, Albacete
- 1000 m: 2:16,13 min, 6. September 1993, Andújar
- 1500 m: 3:28,95 min, 13. August 1997, Zürich (damaliger Europarekord)
  - Halle: 3:35,29 min, 28. Februar 1991, Sevilla
- 1 Meile: 3:49,56 min, 5. Juli 1996, Oslo
- 2000 Meter: 5:02,68 min, 21. Mai 1997, Granada
- 3000 m: 7:37,02 min, 28. Mai 1999, Sevilla
  - Halle: 7:36,61 min, 4. Februar 1996, Stuttgart (damaliger Europarekord)
- 5000 m: 13:46,65 min, 8. Juni 2002, Sevilla